# Tobias Braune-Krickau
Tobias Braune-Krickau (* 1983 in Berlin) ist ein deutscher evangelischer Theologe.

## Leben
Nach dem Studium (2004–2011) der evangelischen Theologie sowie der Philosophie, Soziologie und Pädagogik in Gießen, Frankfurt am Main, Marburg und Basel war Braune-Krickau von 2011 bis 2021 wissenschaftlicher Assistent in Marburg (Ulrike Wagner-Rau) und Göttingen (Jan Hermelink). Nach der Promotion 2014 und der Habilitation 2021 ist er seit 2021 W3-Professor für Praktische Theologie als Nachfolger von Michael Herbst an der Theologischen Fakultät der Universität Greifswald. 
Seine Forschungsinteressen sind praktische Theologie in christentumstheoretischer Perspektive, darin besonders: Diakoniewissenschaft, Kirchentheorie, Religionstheorie moderner Gesellschaften und historische und empirische Predigtforschung.
Braune-Krickau ist verheiratet.

## Schriften (Auswahl)
- mit Stephan Ellinger (Hg.): Handbuch diakonische Jugendarbeit. Neukirchen-Vluyn 2010, ISBN 978-3-7887-2450-4.
- mit Stephan Ellinger und Clara Sperzel (Hg.): Handbuch Kulturpädagogik für benachteiligte Jugendliche. Basel 2013, ISBN 3-407-83178-1.
- Religion und Anerkennung. Ein Versuch über Diakonie als Ort religiöser Erfahrung. Tübingen 2015, ISBN 3-16-153996-6.
- mit Katharina Scholl und Peter Schüz (Hg.): Das Christentum hat ein Darstellungsproblem. Zur Krise religiöser Ausdrucksformen im 21. Jahrhundert. Basel 2016, ISBN 3-451-34929-9.